# Референдумы в Швейцарии (1918)
Референдумы в Швейцарии проходили 2 июня и 13 октября 1918 года. Июньский референдум был посвящён введению прямого федерального налога, который в результате был отклонён как большинством избирателей, так и большинством кантонов. В октябре проводился референдум по введению пропорционального представительства в Национальном совете. Подобное предложение было ранее дважды отклонено в 1900 и 1910 годах. На этот раз система пропорционального представительства была одобрена 66,8% голосов и большинством кантонов. Начиная с выборов 1919 года выборы в стране проводятся по этой системе.

## Избирательная система
Оба референдума проводились в связи с гражданской инициативой и являлись обязательными, то есть требовали двойного большинства для одобрения.

## Результаты

### Федеральный налог
| Выбор                                | Общее голосование | Общее голосование | Кантоны | Кантоны | Кантоны |
| Выбор                                | Голосов           | %                 | Полных  | Полу-   | Всего   |
| ------------------------------------ | ----------------- | ----------------- | ------- | ------- | ------- |
| За                                   | 276 735           | 45,9              | 6       | 3       | 7,5     |
| Против                               | 325 814           | 54,1              | 13      | 3       | 14,5    |
| Пустых бюллетеней                    | 4 332             | –                 | –       | –       | –       |
| Недействительных бюллетеней          | 5 290             | –                 | –       | –       | –       |
| Всего                                | 612 171           | 100               | 19      | 6       | 22      |
| Зарегистрированных избирателей/ Явка | 936 096           | 65,4              | –       | –       | –       |
| Источник: Nohlen & Stöver            |                   |                   |         |         |         |

### Пропорциональное представительство в Национальном совете
| Выбор                                | Общее голосование | Общее голосование | Кантоны | Кантоны | Кантоны |
| Выбор                                | Голосов           | %                 | Полных  | Полу-   | Всего   |
| ------------------------------------ | ----------------- | ----------------- | ------- | ------- | ------- |
| За                                   | 299 550           | 66,8              | 17      | 5       | 19,5    |
| Против                               | 149 035           | 33,2              | 2       | 1       | 2,5     |
| Пустых бюллетеней                    | 8 892             | –                 | –       | –       | –       |
| Недействительных бюллетеней          | 5 825             | –                 | –       | –       | –       |
| Всего                                | 463 304           | 100               | 19      | 6       | 22      |
| Зарегистрированных избирателей/ Явка | 936,336           | 49,5              | –       | –       | –       |
| Источник: Nohlen & Stöver            |                   |                   |         |         |         |